# فولتا كاتالونيا 1999
فولتا كاتالونيا 1999 (بالإسبانية: Volta a Cataluña 1999)‏ هو سباق دراجات هوائية، وهو الموسم رقم 79 من السباق، وأقيم خلال الفترة 17 يونيو 1999، وحتى 24 يونيو 1999، وهو أحد سباقات Hors catégorie ‏.
فاز فيه بالمركز الأول  مانويل بلتران، وبالمركز الثاني  روبيرتو إيراس، وبالمركز الثالث  خوسيه ماريا خيمينيز.

## الفائزون
| الترتيب | الفائز              |
| ------- | ------------------- |
| الفائز  | مانويل بلتران       |
| الثاني  | روبيرتو إيراس       |
| الثالث  | خوسيه ماريا خيمينيز |